# Villalvilla de Montejo
Villalvilla de Montejo es una localidad española perteneciente al municipio de Villaverde de Montejo, en la provincia de Segovia, comunidad autónoma de Castilla y León. En 2024 contaba con 6 habitantes. Destaca su iglesia parroquial románica dedicada a San Juan Evangelista.
En su término se encuentran los restos del despoblado medieval de Pinilla de Arcos.

## Toponimia
El topónimo es un diminutivo derivado del latín villam y alba, con el significado de ‘villa blanca’, que haría referencia al encalado de sus casas. Por su parte, el término Montejo se añadió en el siglo XIX por haber pertenecido a la Comunidad de villa y tierra de Montejo.

## Historia
Hacia mediados del siglo XIX, el lugar, que ya formaba parte del mismo municipio que Villaverde de Montejo, tenía contabilizada una población de 60 habitantes. La localidad aparece descrita en el decimosexto volumen del Diccionario geográfico-estadístico-histórico de España y sus posesiones de Ultramar de Pascual Madoz de la siguiente manera:

VILLALVILLA DE MONTEJO: l. que forma ayunt. con Villaverde (1/2 leg.), de la prov. y dióc. de Segovia (14), part. jud. de Riaza (5), aud. terr. de Madrid (27), c. g. de Castilla la Nueva. sit. entre unos cerros bastante escabrosos; reinan los vientos N. y S.; el clima es en algun tanto templado y propenso á tercianas. Tiene 14 casas inferiores; una plaza; escuela de primeras letras comun á ambos sexos, dotada con 6 fan. de grano que pagan los padres de los 13 alumnos que á ella concurren; y una igl. parr. (San Juan Evangelista) aneja de la de Villaverde, cuyo párroco la sirve; los vec. se surten de aguas para sus usos de las de una fuente. Confina el térm. N. y E. Villaverde de Montejo; S. Moral, y O. Onrubia; se estiende 1/4 leg. de N. á S. é igual dist. de E. á O., y comprende un pequeño monte pinar y una deh. con regulares pastos. El terreno es de secano y de inferior calidad. caminos: los locales: el correo se recibe en Aranda de Duero por los que van al mercado. prod.: trigo y centeno; mantiene ganado lanar basto y vacuno; y cria caza de liebres y perdices. pobl.: 14 vec., 60 alm. cap. imp.: 17,890 rs. contr.: segun el cálculo general de la prov. 20'72 por 100.
(Madoz, 1850, p. 176)

## Demografía
| Gráfica de evolución demográfica de Villalvilla de Montejo entre 1828 y 2021 |
| |
| Población según el Diccionario geográfico-estadístico de España y Portugal de Sebastián Miñano. Población de derecho (1842 que es población de hecho) según los censos de población del siglo XIX. Población de derecho (2000-2020) según el padrón municipal del INE. Población según el padrón municipal de 2021 del INE. |

## Administración y política

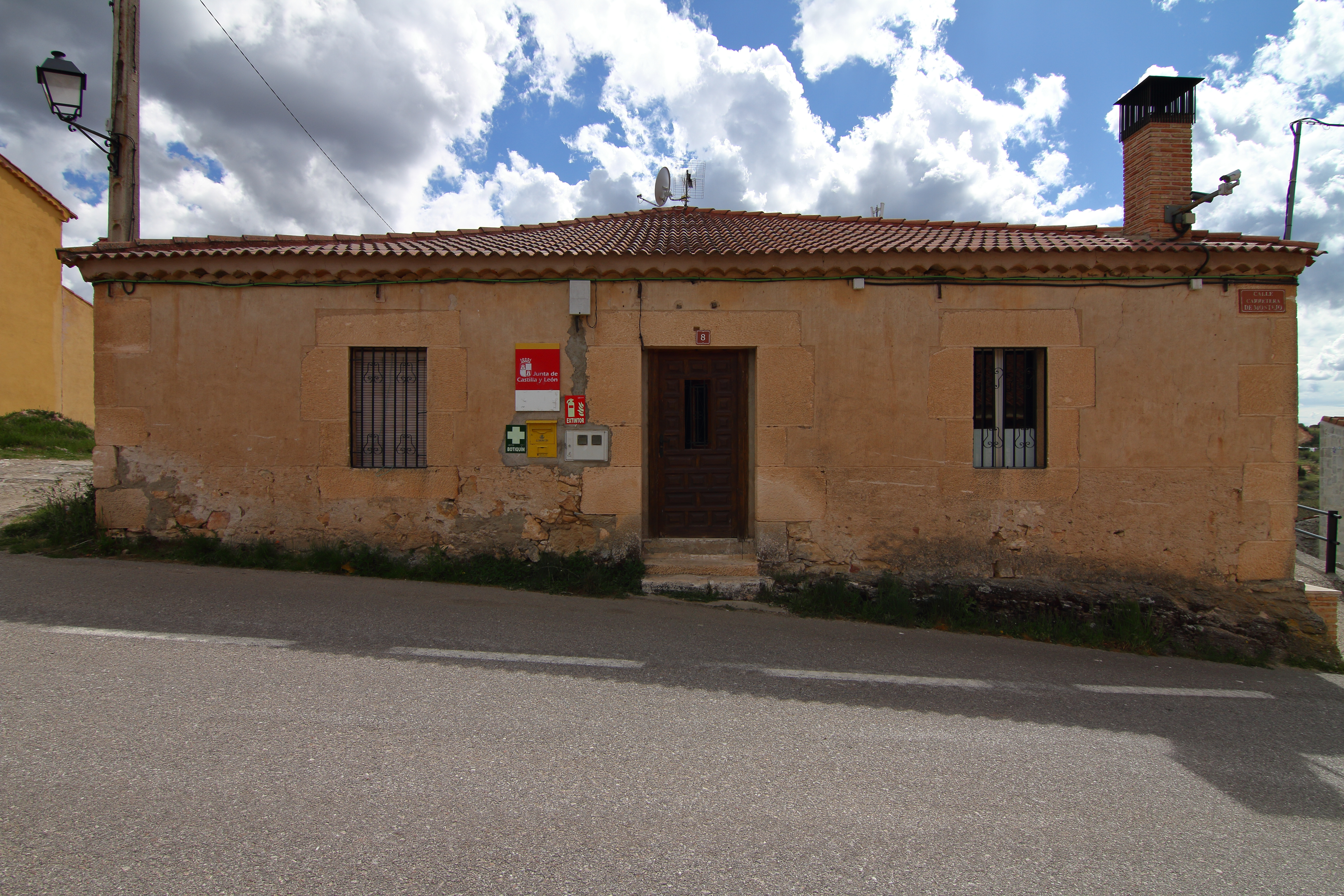
Local dependiente del ayuntamiento, con buzón de correos y botiquín

Depende del municipio Villaverde de Montejo situado a 4 km al NNE al que se incorporó alrededor de 1857 siendo previamente un municipio independiente.

## Cultura

### Patrimonio

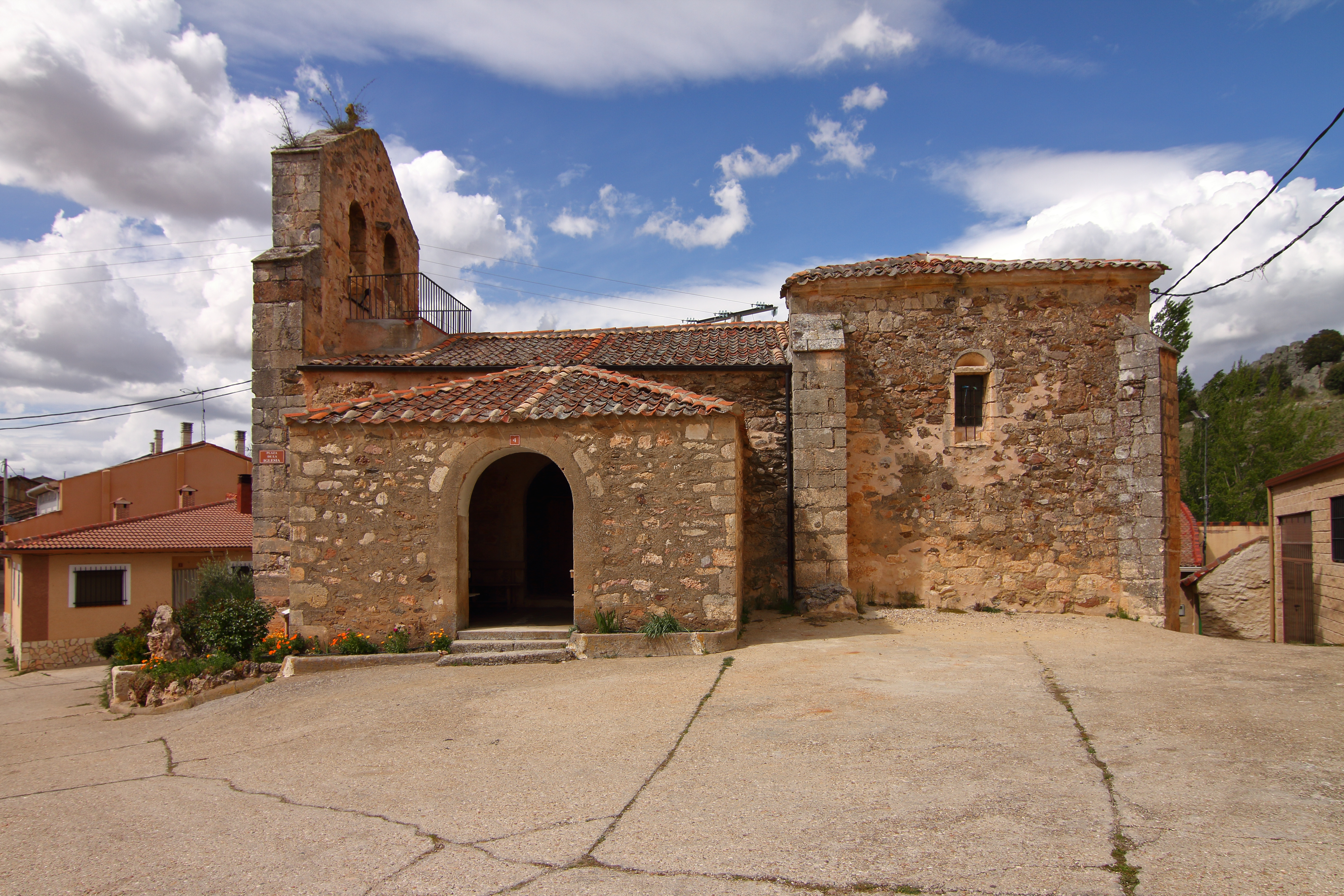
Iglesia de San Juan Evangelista

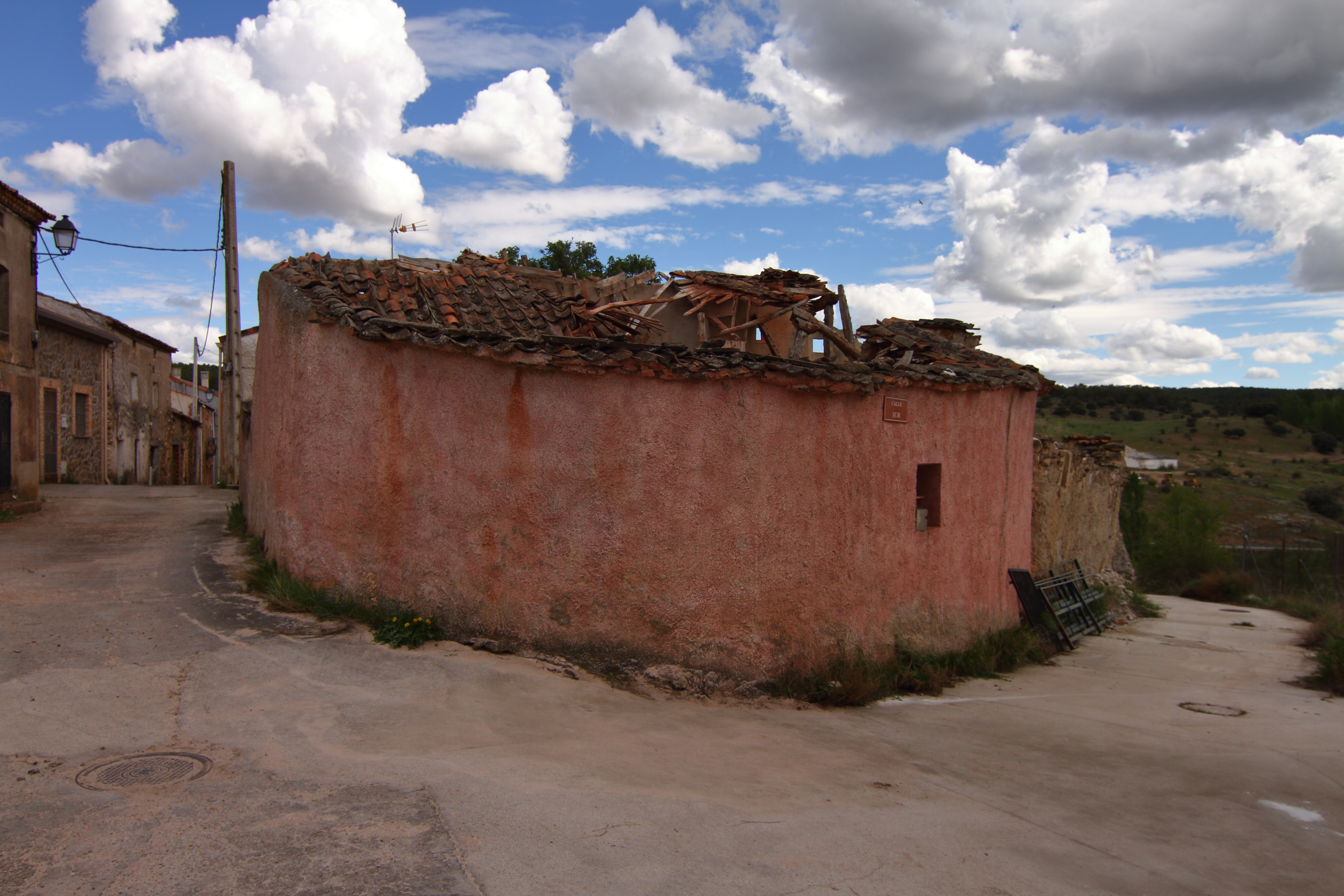
Casa típica

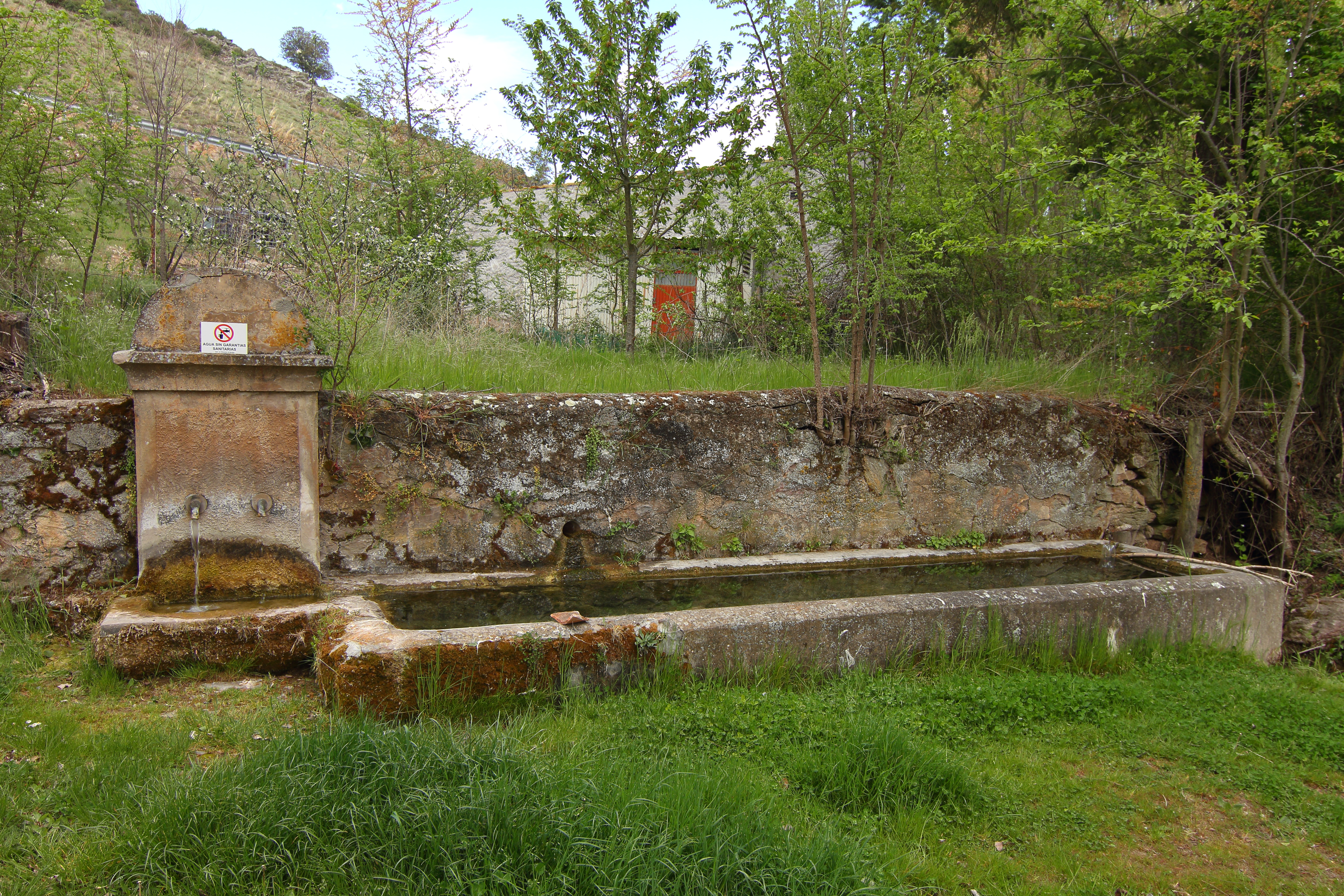
Fuente

- La iglesia parroquial románica que tiene advocación por San Juan Evangelista, aunque por fuera parece un edificio humilde, dentro es un excelente ejemplo del gótico de la zona, como bien apreciaremos al admirar la bóveda de crucería de su capilla mayor. La pila bautismal es románica, acompañándola a esta varios retablos, entre los que destaca uno románico, que aloja un buen Cristo y el mayor que es barroco, donde se entroniza el santo titular y una pequeña imagen de la Virgen, que también parece románica;[10]
- Pilón y fuente antiguas;
- Arquitectura tradicional castellana.

### Fiestas
- San Juan Evangelista, tercer miércoles y jueves de agosto.[8][11]